# 南部信直
南部信直，出生於1546年（天文15年），卒於1599年（慶長4年），是日本戰國時代、安土桃山時代的陸奧國戰國大名。南部氏第二十六代領主，亦被喻為是南部氏的中興之祖。父親是南部家第二十二代領主南部政康的次男石川高信，而信直後成為南部晴政的養子。

## 生涯

### 晴政的養子及爭執
1565年，由於堂哥南部晴政一直無子，因此便招信直為女婿，將長女嫁給信直讓其成為養子，迎入三戶城。
1566年及1568年，擊退侵入鹿角郡的安東愛季而打響名聲。
1570年時，晴政的長子南部晴繼誕生，由於晴政是老來得子，因此十分溺愛晴繼。信直擔心自己非晴政親生骨肉，日後晴政為了讓晴繼繼承家督時會剷除他，加上至1576年時，夫人（即晴政長女）早逝，身感危險便自行辭去晴政養子的名義，並躲至田子城。（此理可由日後的豐臣秀吉與豐臣秀次事件可知。）
据《八户家傳記》記載，信直於1572年時參訪於川守田村的毘沙門堂，晴政親自率兵襲擊在毘沙門堂的信直。為了自保的信直，使用鐵砲反擊讓晴政落馬，也擊中了同為晴政女婿的九戶實親（實親的夫人是南部晴政的二女）。
然而晴政對信直的不信任感還沒結束，擔心晴政會派遣刺客的信直，也會藏身至北信愛的劍吉城或根城南部氏當主八戶政榮的根城。知道這點的晴政便連橫南部一族的有力勢力九戶氏，而信直也跟南長義及北信愛聯合來跟晴政對立。

### 繼承南部宗家家督
1582年，南部晴政死亡，由南部晴繼繼承家督，但同年內遭到不明的暴漢集團暗殺。有說法是信直正是幕後主導者，甚至說是信直引起內亂，殺死了南部晴政父子，但真相依然不明，也有一说为九户政实为幕后推手。
晴繼死後，南部一族便緊急聚集重臣召開大評定來選擇後繼者。九戶政實推舉其弟實親繼承家督，而事前北信愛就跟根城南部氏當主八戶政榮調略及南長義和北信愛共同推舉信直的狀況下，讓信直成功繼承家督。這使九戶政實懷恨在心，家中一直處於不穩的狀態。
南部宗家與一族間的內部鬥爭，使得南部家對周遭的外敵抵抗力下降，對於奪取津輕地方的叛臣大浦為信也無法有效的加以討伐。

### 豐臣政權之下
1586年，滅亡了高水寺斯波氏斯波詮直擴大勢力。
1587年，派遣北信愛向加賀國的前田利家表示對豐臣政權的臣服。
1590年1月，信直向津輕地方進軍，此時大浦為信也悄悄的上洛謁見豐臣秀吉。戰況方面，由於大浦軍的堅強抵抗及寒冬時節的影響讓南部軍陷入苦戰，之後收到豐臣秀吉的小田原征伐參戰令而撤軍。信直委任八戶政榮留守三戶城 (日本)，帶著政榮之子八戶直榮及1000名兵力前往小田原，並於4月抵達。7月27日，獲得豐臣政權正式認可的7郡（糠部郡、閉伊郡、鹿角郡、久慈郡、岩手郡、紫波郡、遠野郡）所有權朱印狀。
小田原征伐結束後，豐臣秀吉開始進行奧州仕置，其中最讓信直難堪的就是承認大浦為信是獨立大名，信直向秀吉上訴，認為為信是從南部家背叛出來的勢力，又違反了惣無事令（禁止大名間私鬥之令），沒有理由成為大名，但因為以下幾點：
- 為信靠著在豐臣家中的私交說情（如織田信雄、豐臣秀次、石田三成）。
- 秀吉不願讓單一勢力領地過大。
- 大浦為信比南部信直還要早到小田原表示對豐臣政權的臣服。

使得秀吉最終駁回了為信叛亂的說詞，為信成功當上正式大名，並改名為津輕為信，信直不得不接受這個事實。之後秀吉因奧州仕置而遠征東北時，信直便與淺野長政共同擔任先鋒。
奧州仕置後引起葛西大崎一揆、和賀稗貫一揆，1591年，九戶政實叛亂，史稱九戶政實之亂，也是豐臣政權之下國內最後一戰。秀吉派遣豐臣秀次作為總大將，集結了許多東北地區的大名協助信直，因此迅速的就被鎮壓，政實與實親兄弟被以謀反人的身分遭處刑。討伐九戶氏後，由於討伐軍中也包含津輕為信在內，此時信直便向淺野長政表示為信是他的殺父仇人，要求讓他討伐為信。長政拒絕，蒲生氏鄉也介入幫忙說服信直，在擔心為信安危的情況下，便催促為信趕快返回領地。
之後秀吉命令蒲生氏鄉修築九戶城，信直也將本據地從三戶城移到九戶城，並將九戶城改名為福岡城。而所失去的津輕3郡（平賀郡、鼻和郡、田舍郡）則改封和賀郡及稗貫郡作為補償，成為共領有9個郡的10萬石大名。11月時與長子南部利直上洛向秀吉道謝。
1592年，參加文祿・慶長之役，率領約1000名兵力至肥前國的名護屋城參陣。渡海至朝鮮後隔年得到歸國許可。

### 晚年
從肥前國回國後，便開始鞏固領地內的治安與建設，以及欲在盛岡建築新居城。由於領地在九戶政實之亂後有再做調整，變得與伊達氏的領地有銜接，信直知道伊達政宗是個狡猾的野心家，所以才將新居城的地點定在盛岡以防伊達政宗的侵略，而在1600年關原之戰時期，伊達政宗也的確煽動和賀忠親在南部領地內引起岩崎一揆的行動來看，證明信直的顧慮是正確的。
1598年，豐臣秀吉去世後，開始接近德川家康。1599年，盛岡城開始動工，同年10月5日於福岡城病死，享年54歲，法名「常往院殿前光錄大夫江山心公大居士」，墓所於青森縣三戶郡南部町的三光院，信直與後室（泉山古康之女）夫妻之墓現在仍保存著。死後由長子利直繼承家督。

## 逸話
- 晚年受中風所苦，為了拜見秀吉及從軍朝鮮出兵而西行非常辛苦。死前寫信跟長女千代（八戶直榮之妻）提醒說「最重要的是，要多吃海藻類食物，如海帶等等的來保持身體健康。」。

- 因奧州仕置時期與蒲生氏鄉有許多交流機會並受其許多幫助，兩家關係變得非常親近，後來甚至讓信直之子利直與氏鄉之女武姬結親，氏鄉亦贈送其愛用頭盔黒漆塗燕尾形兜（通稱銀鯰尾兜）當成嫁妝，此頭盔被南部氏作為代代相傳的寶物，現存於岩手縣立博物館。

- 準備出兵朝鮮時，豐臣秀吉將諸大名聚集在名護屋城待命，並舉行茶會、連歌、能劇等文藝活動。由於東北地區與西國的風土民情有段差距，加上語言不完全通，讓信直感慨的寫了信說「我們這些鄉下大名對此等事都不熟，現在都不敢隨意出門。」，同在陣中的最上義光也寫信道「若有幸生存下來的話，一定要再重新踏上故鄉最上的土地，飲一口故鄉甘甜的泉露。」。

## 家臣團
| - 南長義 - 南康義 - 南盛義 - 石龜信房 - 石龜政賴 | - 石龜義實 - 泉山古康 - 泉山政義 - 毛馬内秀範 - 毛馬内政次 | - 毛馬内直次 - 石川政信 - 八戶政榮 - 八戶直榮 - 八戶直政 | - 北信愛 - 北愛一 - 北秀愛 - 北直繼 - 北愛邦 | - 北信景 - 東政勝 - 東直義 - 櫻庭直綱 - 奧瀨重之 |

## 相關作品
- 南部は沈まず - 近衛龍春著
- 津輕風雲錄 - 長部日出雄著

| 前任： 南部晴繼 | 三戶南部氏第26代當主 1582年－1599年 | 繼任： 南部利直 |